# Danta Bai
Danta Bai es una villa en el ressort de Boven en el distrito de Brokopondo en Surinam. Se encuentra ubicada en el embalse de Brokopondo.
Se puede llegar a Danta Bai en coche desde Paramaribo, ocho kilómetros antes de Pokigron a la izquierda.
Entre los pueblos y villas que se encuentran en su cercanía se encuentran Abenaston (6.3 km), Pokigron (2.1 km) , Mofina (23.8 km), Baikoetoe (6.3 km) y Zoewatta (5.4 km). 
- Datos: Q8028594